# Ellington (Nueva York)
Ellington es un pueblo ubicado en el condado de Chautauqua en el estado estadounidense de Nueva York. En el año 2000 tenía una población de 1.639 habitantes y una densidad poblacional de 17.3 personas por km².

## Geografía
Ellington se encuentra ubicado en las coordenadas 42°13′17″N 79°6′40″O / 42.22139, -79.11111.

## Demografía
Según la Oficina del Censo en 2000 los ingresos medios por hogar en la localidad eran de $36,300, y los ingresos medios por familia eran $41,058. Los hombres tenían unos ingresos medios de $28,000 frente a los $21,842 para las mujeres. La renta per cápita para la localidad era de $15,790. Alrededor del 12.2% de la población estaban por debajo del umbral de pobreza.